# Jay y Bob el silencioso

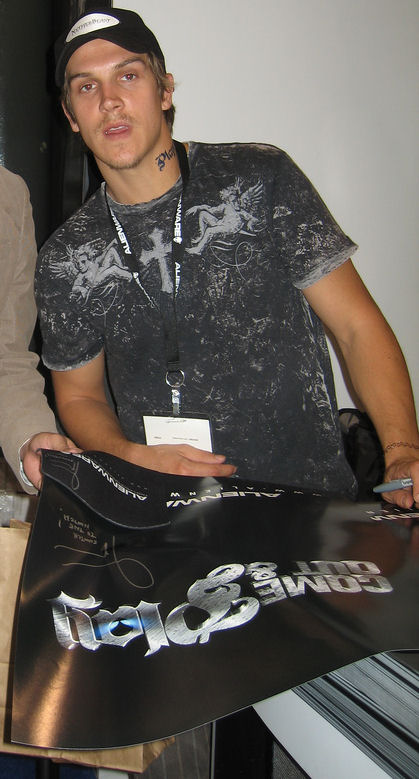
Jason Mewes interpreta a Jay.

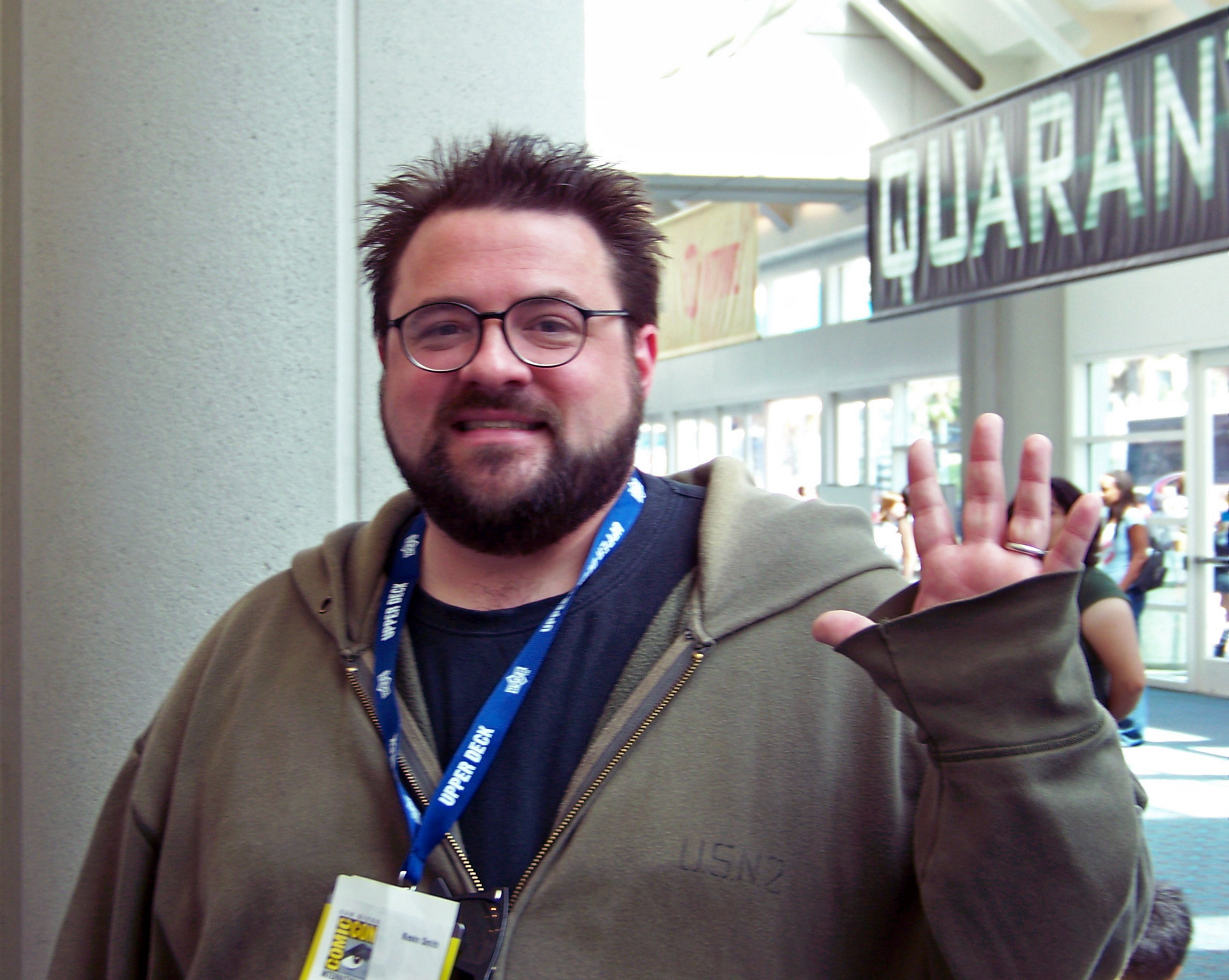
Kevin Smith interpreta a Bob el Silencioso.

Jay y Bob el Silencioso son unos personajes ficticios interpretados por Jason Mewes y Kevin Smith, respectivamente, en el Universo View Askew de Kevin Smith, un universo ficticio creado y usado por el propio Smith en varias películas, cómics y series televisivas. 
Jay y Bob el Silencioso han aparecido en todas las películas de Kevin Smith, excepto Jersey Girl y Zack & Miri Make a Porno. Son unos vendedores de droga, sobre todo marihuana, que pasan el tiempo esperando clientes delante de un pequeño supermercado llamado Quick Stop, en Nueva Jersey. 
El dúo se ha mostrado admirador de la obra del cineasta John Hughes, el Heavy metal de King Diamond y la música disco (sobre todo por Morris Day and the Time).
Jay es quien lleva la voz cantante en todo, hablando siempre más de la cuenta y con una gran cantidad de tacos y palabras malsonantes, mientras que Bob apenas articula palabra, aunque dice al menos una frase en cada película en la que aparece.

## Apariciones

### Cine
- Clerks (1994)
- Mallrats (1995)
- Chasing Amy (1997)
- Dogma (1999)
- Jay and Silent Bob Strike Back (2001)
- Clerks II (2006)
- Vaya par de polis (2010)
- Jay and Silent Bob Reboot (2019)
- Clerks III (2022)

### Televisión
- Clerks: The Animated Series (2000).
- The Flash (2018).

### Cómics
- Clerks: The Comic Book (1998).
- Clerks The Holiday Special (1998).
- Chasing Dogma (1998).
- Clerks: The Lost Scene (1999)

### Otras apariciones y cameos

#### Cine
- Drawing Flies (1996)
- Scream 3 (2000)
- Fanboys (2008)
- Freddy vs Jason

#### Televisión
- I Love the '90s (VH1).
- Degrassi: The Next Generation.

#### Videoclips
- "Can't Even Tell", de Soul Asylum.
- "Build Me Up Buttercup", de The Goops.
- "Because I Got High", de Afroman.
- "Kick Some Ass", de Stroke 9.